# Acmadenia alternifolia
Acmadenia alternifolia är en vinruteväxtart som beskrevs av Adelbert von Chamisso. Acmadenia alternifolia ingår i släktet Acmadenia och familjen vinruteväxter. Inga underarter finns listade i Catalogue of Life.